# Джук джойнт
Джук джойнт (Juke joint) или още берълхаус (barrelhouse) е понятие от разговорния език в САЩ и означава евтино, често нерегистрирано заведение за представяне на музика, за танци, хазарт и алкохол, обикновено притежавани от чернокожи американци от югоизточните щати. Смята се, че думата произлиза от joog на креолския език гала (Gullah), което означава „безреден, шумен, или нечестив“.
Типично джук джойнт заведенията възникват по селските кръстопътища и са обслужвани от земеделските работници, които се появяват след отмяната на робството в САЩ.  Работниците от плантациите и изполичарите са имали нужда от места за почивка и социални контакти след тежката работна седмица особено заради ограниченията наложени от законите на Джим Кроу. Собствениците обикновено печелели допълнително предлагайки бакалски стоки, нелегален алкохол (самогон), евтини стаи и храна.
Произходът на джук джойнт може би са специалните стаи за общността, които обикновено са изграждани в плантациите за социализацията на чернокожите работници по време на робството. Тази практика по-късно се разпростира върху лагерите за работници в дъскорезници, компании за производство на терпентин, дървосекачи и др. в началото на 20 век – те се появяват като заведения за пиене и залагания. Макар и да са необичайни в градовете, в рядко населените райони, където нямало барове и други социални отдушници те били средство за привличане на работна ръка. Такива клубове били притежание на компанията и така управителите държали под око работниците си, а похарчените от тях пари се връщали обратно във фирмата.
Ранните лица на блуса като Робърт Джонсън, Сън Хаус, Чарли Патън и много други пътували, преживявайки както могат с бакшишите и безплатната храна. Докато музикантите свирят клиентелата се забавлявала с обичайните за афроамериканските общности танци, като например Слоу драг. Според Пол Оливър джук джойнт се превръщат в „последно убежище и краен бастион на чернокожите, които искат да се отделят от белите и натиска на деня“.